# Cosmarium granulatum
Cosmarium granulatum  là một loài Song tinh tảo trong họ Desmidiaceae, thuộc chi Cosmarium.